# Vaire-le-Petit
Vaire-le-Petit is een plaats en voormalige gemeente in het Franse departement Doubs in de regio Bourgogne-Franche-Comté en telt 195 inwoners (2004).

## Geschiedenis
Vaire-le-Petit Het behoorde tot het kanton Marchaux tot dit op 22 maart 2015 werd opgeheven. De gemeente werd ingedeeld met het op diezelfde dag gevormde kanton Besançon-5. Op 1 juni 2016 fuseerde de gemeente met Vaire-Arcier tot de huidige gemeente Vaire. Deze gemeente maakt deel uit van het arrondissement Besançon.

## Geografie
De oppervlakte van Vaire-le-Petit bedraagt 1,3 km², de bevolkingsdichtheid is 150,0 inwoners per km².
De onderstaande kaart toont de ligging van Vaire-le-Petit met de belangrijkste infrastructuur en aangrenzende gemeenten.

## Demografie
Onderstaande figuur toont het verloop van het inwonertal (bron: INSEE-tellingen).